# Saulius Kulvietis
Saulius Kulvietis, (nacido el 14 de febrero de 1991 en Kaunas, Lituania) es un jugador de baloncesto lituano que pertenece a la plantilla del KK Šiauliai de la LKL. Con 2.04 de estatura, su puesto natural en la cancha es el de ala-pívot.

## Trayectoria
Natural de Kaunas, su estreno en la Primera División Lituana llegó la temporada 2009-10 en las filas del Perlas Vilnius. Después pasaría por el Pieno y el Sakalai, para fichar en 2013 por el Juventus, en el que ha permanecería durante tres temporadas.
En la temporada 2016-17 juega en el Vytautas Prienu, en el que coincide con viejos conocidos como Delininkaitis, Dimsa o Cyzauskas, y en el que además de la Liga Lituana (11,8 tantos, 4,4 rechaces y 2,8 asistencias) y la Báltica (14,7+4.7+2,3) disputa la segunda competición de la FIBA, la Europe Cup, en la que ha promediaría 11,3 puntos, 3,3 rebotes y 3,9 asistencias con un 46,5 % en triples.
En julio de 2017 se compromete con el Club Joventut Badalona donde jugó la temporada 2017-18.
El 5 de diciembre de 2019 ficha por el JDA Dijon francés.
Tras una temporada en el club galo, el 27 de julio de 2020 ficha por el BC Rytas lituano.
Tras un breve paso por el VEF Riga letón, ficha en abril de 2021 por el Morabanc Andorra hasta final de temporada.
En la temporada 2021-22, firma por el Telekom Baskets Bonn de la Basketball Bundesliga.
En la temporada 2022-23, firma por el Büyükçekmece Basketbol de la Türkiye Basketbol 1. Ligi.
El 5 de agosto de 2023 fichó por el Śląsk Wrocław de la PLK polaca.
El 20 de agosto de 2024 firmó un contrato de un año con el KK Šiauliai de la Liga de Lituania.